# Мурзанов, Николай Алексеевич
Николай Алексеевич Мурзанов (12 (24) июля 1861, Санкт-Петербург — 28 февраля 1935, Ленинград) — российский и советский историк-архивист.

## Биография
Родился в семье художника Алексея Платоновича Мурзанова (1833—1898) и его жены Варвары Васильевны (урожд. Могулевой, 1838—1916).
В 1878 окончил Владимирское городское училище в Петербурге. С 1878 по 1880 служил письмоводителем в канцелярии петербургского столичного мирового судьи 13-го участка. С 1880 — служащий Сенатского архива.
Отсутствие высшего образования и недворянское происхождение были причиной долгого пребывания Мурзанова в низшей должности канцелярского служителя. Только в 1890 он получил первый классный чин — коллежского регистратора. Мурзанов занимал должности архивариуса, заведующего отделением. В 1899 он (уже в чине титулярного советника) был назначен секретарём Сенатского архива. Во время частых командировок инспектора (начальника) архива Мурзанов исполнял его обязанности. В 1900 получил чин коллежского асессора.
В 1909 Мурзанов уже статский советник, а 20 ноября 1914 он был пожалован чином действительного статского советника (став чином выше своего начальника И. А. Блинова). Чин действительного статского советника давал право на потомственное дворянство (подтверждено Департаментом герольдии в феврале 1917).
Высокая оценка деятельности Мурзанова объяснялась его активным участием в работе по раскрытию фондов Сенатского архива.
Он принимал участие в подготовке изданий:
- Сенатский архив. — СПб., 1888—1913. — Т. 1—15. (Сборник документов, включавший тексты указов, не вошедших в «Полное собрание законов Российской империи».)
- Министерство юстиции за сто лет, 1802—1902 : исторический очерк. — СПб., 1902.
- Опись документов и дел, хранящихся в Сенатском архиве. — СПб.,; Пг., 11909—1917.
- Материалы для алфавитного указателя к журналам и определениям 1-го департамента Правительствующего Сената, хранящимся в Сенатском архиве, 1797 г. — 1825 г. — СПб.; Пг., 1910—1915. (Издание не завершено, доведено лишь до буквы В.)
- Судебные уставы 20 ноября 1864 г. за пятьдесят лет. — Пг., 1914.

Для издания «История Правительствующего Сената за двести лет» (СПб., 1911) Мурзановым был подготовлен список сенаторов. Работу над этим списком, дополняя его более подробными биографическими сведениями, он продолжал и в последующие годы. Издан «Словарь русских сенаторов» по материалам, хранящимся в Отделе рукописей Российской национальной библиотеки, в 2011 г. Д. Н. Шиловым.
В 1917 Мурзанов руководил работой по подготовке эвакуации Сенатского архива из Петрограда, но она так и не состоялась. После Октябрьской революции была произведена реорганизация архивной службы. Мурзанов остался секретарём архива (теперь эта должность была выборной), продолжал работу по описанию документов. В 1925 на базе Сенатского архива был создан Ленинградский исторический архив — предшественник нынешнего Российского государственного исторического архива. В феврале 1927 Мурзанов был уволен из архива по сокращению штатов. По ходатайству ЛГУ (подписанному историком А. Е. Пресняковым) ему была назначена персональная пенсия.
Н. А. Мурзанов умер после тяжёлой болезни 28 февраля 1935 г. Похоронен на Смоленском православном кладбище.

### Семья
Жена (с 1890) — Вера Ивановна (урожд. Веналейн, 1868—1942).
Сын — Николай (1890—1972).
Дочь — Мария (1893—1981) — архивист, библиотекарь.

## Основные труды
- Правительствующий Сенат. (Господа сенат) : Список сенаторов. — СПб., 1911. — 55 с.
- Список судебных деятелей первого призыва учреждений, открытых в 1866—1876 гг. : Сенаторы, обер-прокуроры, товарищи обер-прокуроров. — Пг., 1914. — 99 с.
- Гавриил Романович Державин : Материалы для биографии. — Казань, 1916. — 28 с.
- Словарь русских сенаторов, 1711—1917 гг. : материалы для биографий / Изд. подгот. Д. Н. Шилов. — СПб. : Дмитрий Буланин, 2011. — 735 с., [17] л. ил. — 1000 экз. — ISBN 978-5-86007-666-2.